# بوستو دي بيوريبا
بلدية بوستو دي بيوريبا (بالإسبانية: Busto de Bureba)‏, هي إحدى بلديات مقاطعة برغش, التي تقع في منطقة قشتالة وليون, والتي تقع في شمال غرب إسبانيا.
يبلغ عدد سكانها 221 نسمة وفقاً لإحصائية سنة (2002).